# Forn del Solell de Can Berta
El forn del Solell de Can Berta és una obra de Roses (Alt Empordà) inclosa a l'Inventari del Patrimoni Arquitectònic de Catalunya.

## Descripció
Situat a la vall de la Trencada, al nord-est del nucli urbà de Roses, proper al mas de can Berta. Ruïnes d'un forn de calç de pla circular, fet amb rebles i morter (pissarra). El seu mur es manté en una alçada màxima d'uns 5 metres, si bé cal tenir en compte els enderrocs de l'interior. On hi ha el que resta de l'entrada, a migdia, és la part més destruïda; al costat hi ha un contrafort que té continuïtat amb una de les moltes travesseres de les feixes d'aquest rodal, d'oliverars cremats l'estiu del 1983. A uns 40 metres a llevant del forn, hi ha una barraca d'olivar, perfectament conservada, que deu ésser d'època relativament moderna. És cilíndrica, amb coberta cònica sostinguda amb lloses de pissarra i troncs.

## Història
El forn està en terres del Mas d'En Berta, al sud d'aquest casal, a la branca de capçalera -i a la dreta- de la riera de la Trencada, a la part de Solell, oposada als indrets dels Sebaters i Roca Negra que són a l'obaga, al peu del vessant del puig de l'àliga, per on passa el camí dit "dels Francesos", ja força perdut.
En aquest paratge, a l'entorn del forn i rodalia, s'hi veu escampada ceràmica romana, principalment dolia i àmfores; més al nord, en un marge, hi ha fragments de vasos a torn ibèrics o ibero-romans.